# Rudolf Zukal (fotograf)
Rudolf Zukal (7. června 1935 Holštejn – 17. prosince 2010 Moravská Třebová) byl český fotograf, který svou profesní i uměleckou činnost úzce spojil s městem Moravská Třebová, ačkoliv se tu nenarodil. Jeho posledním významným počinem bylo založení a organizace Fotofestivalu Moravská Třebová, na který se sjíždí umělci z celé republiky i ze zahraničí.

## Životopis
V roce 1977 vystudoval dvouletou Školu výtvarné fotografie v Brně. Roku 1986 absolvoval ústřední dvouleté kvalifikační studium lektorů a porotců amatérské fotografie v Ústav pro kulturně výchovnou činnost v Praze. Roku 1994 založil „Nadaci pro rozvoj umělecké fotografie v České republice“, v rámci jejíž činnosti dne 7. dubna 1995 vernisáží slavnostně otevřel „Galerii umělecké fotografie“ v Moravské Třebové.

## Ocenění
- jedna z hlavních cen na mezinárodní výstavě fotografií v Sao Paulu roku 1974

- 1. cena za soubor „Černobílá fotografie“ ve II. ročníku Dechovky ve fotografii, výstavy v rámci 12. Kmochova Kolína v r. 1974
- zvláštní cena ředitele Domu kultury VŽKG na VI. mezinárodní soutěžní výstavě výtvarné fotografie „Fotosalón Vítkovice 76“ za nejlepší dokument využívání volného času
- 3. cena za fotografii „Odkop“, v mezinárodní výstavě fotografií v Swiebodzici v Polsku v březnu 1979.